# Hospitalia flavolineata
Hospitalia flavolineata is een vlinder uit de familie spanners (Geometridae). De wetenschappelijke naam is voor het eerst geldig gepubliceerd in 1883 door Staudinger.
De soort komt voor in Europa.